# Mashimo leleupi
Mashimo leleupi är en spindelart som beskrevs av Pekka T. Lehtinen 1967. Mashimo leleupi ingår i släktet Mashimo och familjen kardarspindlar.
Artens utbredningsområde är Zambia. Inga underarter finns listade i Catalogue of Life.